# 妙情寺
妙情寺（みょうじょうじ）は、東京都台東区谷中にある日蓮宗の寺院。山号は究竟山。

## 歴史
「當山は寛永七年（1630年）大村丹後守（大村藩第３代藩主・大村純信）に依り創建せられ 悲母壽徳院祈誓を以て建立す
　開祖日泰上人を請し 大廣寺と号せり 其後寛文二年京都立本寺二十世日審上人 右寺大方廃滅せんとしたるを復興し 改めて究竟山妙情寺となす」
『究竟山妙情寺縁起』より。
・寛永7年（1630年）創建

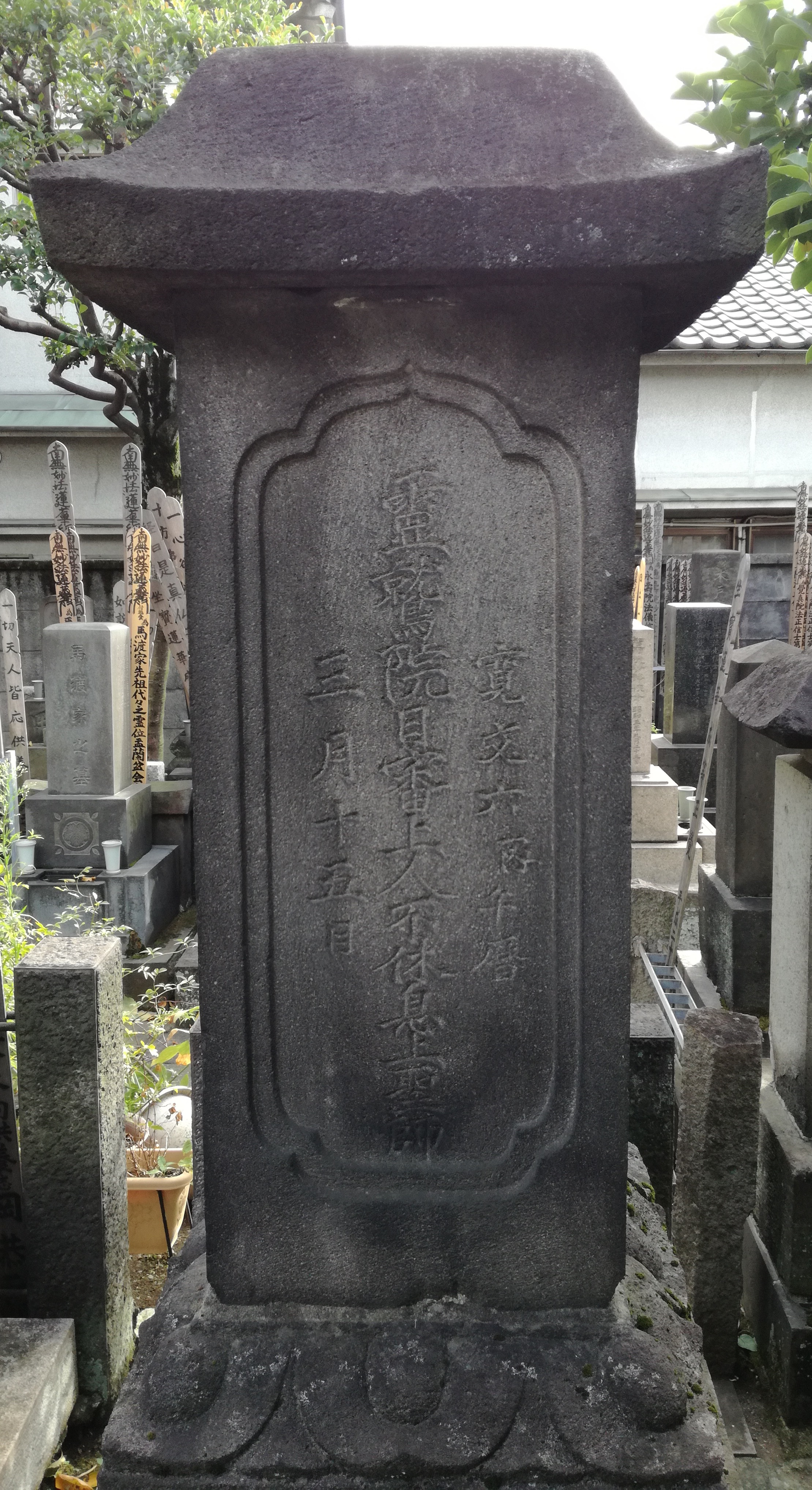
日審上人供養塔

・寛永13年（1636年）仙洞院日泰上人（京都立本寺17世）開山
・寛文２年（1662年）第５世霊鷲院日審上人（京都立本寺20世）中興
本末制度解体までは、京都立本寺の末寺であり江戸における触頭寺院であった。
妙情寺の寺号は、妙法蓮華経提婆達多品第十二の「情存妙法故　身心無懈倦（情に妙法を存するが故に　身心懈倦無かりき）」から付けられた。
現本堂は明治40年建立。

## 霊鷲院日審上人
当山5世霊鷲院日審上人（1599年 - 1666年）は「説法すること一万余座、授与した曼荼羅十万余幅」と言われ、近世初期日蓮宗の代表的な説法者であり京都を中心に六十余州を布教され、「説法人中最為第一の人」「富楼那日審」と讃えられた。
そのなかの大村布教では、キリスト教により根絶された仏教の再興と残っているキリシタンの改宗により大村藩を存続させるため藩内の教化に励む。
大村丹後守（大村藩第３代藩主・大村純信）夫妻と母堂・寿徳院はじめ名家老・大村彦右衛門などの重臣たちも日審上人に帰依した。
また、出生にまつわる『幽霊子育飴』伝説が有名である。
夜な夜な一文銭を持って飴を買いに来る女性がいた。7夜目の一文銭は「しきみの葉」と化し、不審に思った飴屋が女性の後を追うと墓地の前で忽然と姿を消した。ある墓から赤ん坊の泣き声が聞こえたので、お寺の住職と一緒に墓を掘り返してみたことろ、壷のなかには母親の亡骸に抱かれ飴をくわえた赤子がいた。母親は赤子を身ごもったまま亡くなり、幽霊となって六文銭（三途の川を渡るために入れられる副葬品）で飴を買いにきていたのである。
助けられた赤子がのちの霊鷲院日審上人である。そこから「壺日審さま」と呼ばれ全国の布教とともに、その伝説が広まった。
日審上人真筆の曼荼羅御本尊は「安産守護」のご利益があり、難産の時このご本尊に安産を祈願すれば霊験あらたかであると言い伝えられる。
本堂の扁額「子育殿」は日審上人の伝説から由来しており、小笠原長生海軍中将の揮毫である。

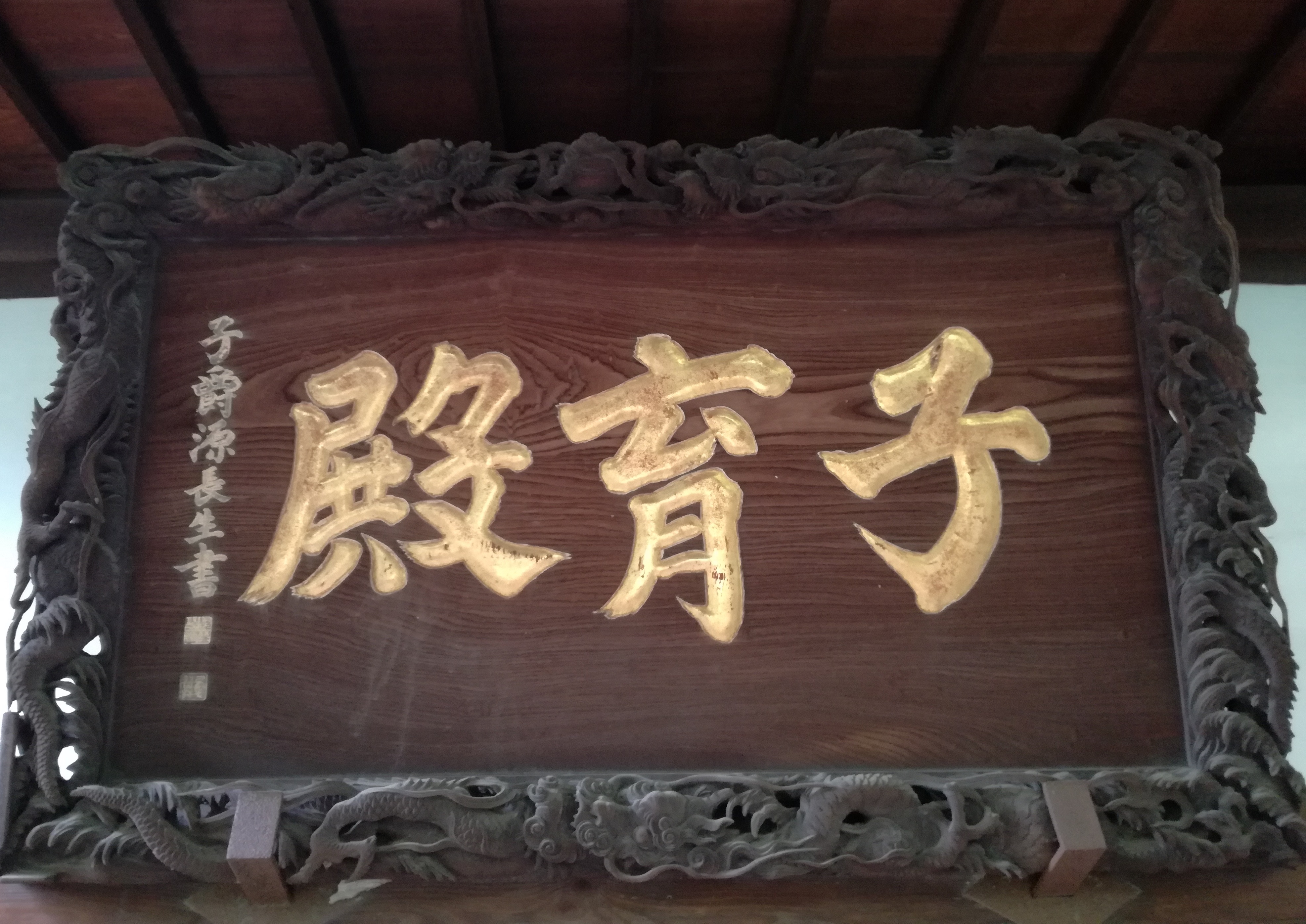
本堂の扁額

## 法縁
池上・感応寺法縁（関東堺法縁）。

## 旧本山
京都の由緒寺院具足山立本寺。

## 周辺寺院
周辺は谷中感応寺（現在は天台宗天王寺）の旧境内で、日蓮宗寺院が並ぶ。
- 一乗寺
- 本光寺
- 上聖寺
- 信行寺

## 交通
東京メトロ千代田線根津駅から徒歩5分（経路案内）。

## 参考資料
- 日蓮宗寺院大鑑編集委員会『宗祖第七百遠忌記念出版 日蓮宗寺院大鑑』大本山池上本門寺 (1981年)
- 深草元政『艸山集』
- 『御府内寺社備考』
- 冠 賢一『肥前「大村法華」と霊鷲院日審の弘教』
- 『壺日審さま・不受不施日奥さま』教化センター九州
- 『究竟山妙情寺縁起」